# Società Sportiva Lazio 1959-1960
Questa voce raccoglie le informazioni riguardanti la Società Sportiva Lazio nelle competizioni ufficiali della stagione 1959-1960.

## Stagione
La Lazio si classificò al dodicesimo posto nella Serie A 1959-1960 con 30 punti. In Coppa Italia la Lazio, dopo essere stata sconfitta in semifinale dalla Juventus, vinse la finale 3º posto contro il Torino.

## Divise
La Lazio fu la prima società a sfoggiare la coccarda tricolore come simbolo della vittoria della Coppa Italia nella stagione precedente.
| Casa | Trasferta |

## Organigramma societario
Area direttiva
- Presidente: Leonardo Siliato, poi Andrea Ercoli

Area tecnica
- Allenatore: Fulvio Bernardini

## Rosa
| N. |                   | Ruolo | Calciatore         |
| -- | ----------------- | ----- | ------------------ |
|    | Italia (bandiera) | P     | Idilio Cei         |
|    | Italia (bandiera) | P     | Luciano Giglietti  |
|    | Italia (bandiera) | P     | Roberto Lovati     |
|    | Italia (bandiera) | D     | Giacomo Del Gratta |
|    | Italia (bandiera) | D     | Adelmo Eufemi      |
|    | Italia (bandiera) | D     | Francesco Janich   |
|    | Italia (bandiera) | D     | Nicola Lo Buono    |
|    | Italia (bandiera) | D     | Giovanni Molino    |
|    | Italia (bandiera) | C     | Paolo Carosi       |
|    | Italia (bandiera) | C     | Franco Carradori   |
|    | Italia (bandiera) | C     | Bruno Franzini     |
|    | Italia (bandiera) | C     | Egidio Fumagalli   |
|    | Italia (bandiera) | C     | Roberto Moroni     |
|    | Italia (bandiera) | C     | Pierluigi Pagni    |

| N. |                    | Ruolo | Calciatore        |
| -- | ------------------ | ----- | ----------------- |
|    | Italia (bandiera)  | C     | Ugo Pozzan        |
|    | Italia (bandiera)  | C     | Mario Vignoli     |
|    | Italia (bandiera)  | A     | Claudio Bizzarri  |
|    | Italia (bandiera)  | A     | Gianni Bui        |
|    | Italia (bandiera)  | A     | Paolo Ferrario    |
|    | Italia (bandiera)  | A     | Sandro Joan       |
|    | Italia (bandiera)  | A     | Amos Mariani      |
|    | Italia (bandiera)  | A     | Clemente Mattei   |
|    | Italia (bandiera)  | A     | Maurilio Prini    |
|    | Italia (bandiera)  | A     | Ettore Recagni    |
|    | Italia (bandiera)  | A     | Orlando Rozzoni   |
|    | Brasile (bandiera) | A     | Humberto Tozzi    |
|    | Italia (bandiera)  | A     | Oliviero Visentin |

## Calciomercato
| Acquisti | Acquisti          | Acquisti    | Acquisti      |
| R.       | Nome              | da          | Modalità      |
| -------- | ----------------- | ----------- | ------------- |
| D        | Alfredo Napoleoni | Catania     | fine prestito |
| A        | Clemente Mattei   | Catania     | fine prestito |
| A        | Paolo Ferrario    | Milan       | prestito      |
| A        | Amos Mariani      | Padova      | definitivo    |
| A        | Nicola Menichelli | Barletta    | fine prestito |
| A        | Ettore Recagni    | Ozo Mantova | definitivo    |
| A        | Orlando Rozzoni   | SPAL        | definitivo    |
| A        | Oliviero Visentin | Frosinone   | definitivo    |

| Cessioni | Cessioni           | Cessioni        | Cessioni   |
| R.       | Nome               | a               | Modalità   |
| -------- | ------------------ | --------------- | ---------- |
| P        | Nicola Giannisi    | Cirio           | prestito   |
| D        | Visconti Follador  | Barletta        | definitivo |
| D        | Alfredo Napoleoni  | Cirio           | prestito   |
| D        | Umberto Pinardi    | Udinese         | definitivo |
| C        | Natale Borsani     | Pro Patria      | definitivo |
| C        | Giorgio Bravi      | Siena           | definitivo |
| C        | Dante Castellazzi  | Siena           | definitivo |
| C        | Giovanni Costariol | Barletta        | definitivo |
| C        | Antonio Mattioli   | Cirio           | prestito   |
| C        | Luigi Moltrasio    | Young Fellows   | definitivo |
| C        | Venanzio Severini  | Siena           | definitivo |
| C        | Carlo Tagnin       | Bari            | definitivo |
| A        | Gianni Bui         | Cirio           | prestito   |
| A        | Renzo Burini       | Cesena          | definitivo |
| A        | Nicola Chiricallo  | Ozo Mantova     | definitivo |
| A        | Enzo Guarniero     | Avellino        | definitivo |
| A        | Nicola Menichelli  | Civitavecchiese | prestito   |

## Risultati

### Serie A

#### Girone di andata
| Arbitro: | Campanati (Milano) |

|            |           |                    |
| Campana 5’ | Marcatori | 41’ (aut.) Mialich |

| Arbitro: | De Magistris (Milano) |

|                            |           |             |
| Tozzi 70’ Prini 83’ (rig.) | Marcatori | 46’ Bettini |

| Arbitro: | Liverani (Torino) |

|             |           |             |
| Firmani 19’ | Marcatori | 7’ Bizzarri |

| Arbitro: | Famulari (Messina) |

|                  |           |              |
| Rozzoni 56’, 79’ | Marcatori | 87’ Traverso |

| Arbitro: | Rigato (Mestre) |

|                                  |           |  |
| Manfredini 2’, 42’ Selmosson 86’ | Marcatori |  |

| Arbitro: | Righi (Milano) |

|  |           |                         |
|  | Marcatori | 3’ Nicolè 80’ Stacchini |

| Napoli 8 novembre 1959 7ª giornata | Napoli            | 0 – 0 referto | Lazio | Stadio della Liberazione\| Arbitro: \| Liverani (Torino) \| |
| Arbitro:                           | Liverani (Torino) |               |       |                                                             |

| Arbitro: | Righetti (Torino) |

|              |           |             |
| Bizzarri 39’ | Marcatori | 81’ Longoni |

| Palermo 22 novembre 1959 9ª giornata | Palermo          | 0 – 0 referto | Lazio | Stadio La Favorita\| Arbitro: \| Rebuffo (Milano) \| |
| Arbitro:                             | Rebuffo (Milano) |               |       |                                                      |

| Arbitro: | Annoscia (Bari) |

|                                       |           |         |
| Visentin 20’ Bizzarri 22’ Rozzoni 82’ | Marcatori | 9’ Mora |

| Arbitro: | Rigato (Mestre) |

|  |           |                                                       |
|  | Marcatori | 6’, 81’ Hamrin 12’, 52’ Montuori 40’ (aut.) Carradori |

| Arbitro: | Righetti (Torino) |

|            |           |           |
| Massei 63’ | Marcatori | 52’ Tozzi |

| Arbitro: | Lo Bello (Siracusa) |

|  |           |         |
|  | Marcatori | 8’ Bean |

| Bari 10 gennaio 1960 14ª giornata | Bari               | 0 – 0 referto | Lazio | Stadio della Vittoria\| Arbitro: \| Angelini (Firenze) \| |
| Arbitro:                          | Angelini (Firenze) |               |       |                                                           |

| Roma 3 febbraio 1960 15ª giornata | Lazio            | 0 – 0 referto | Genoa | Stadio Flaminio\| Arbitro: \| Bonetto (Torino) \| |
| Arbitro:                          | Bonetto (Torino) |               |       |                                                   |

| Arbitro: | Righetti (Torino) |

|                        |           |  |
| Brighenti 31’ Rosa 73’ | Marcatori |  |

| Arbitro: | Leita (Udine) |

|                          |           |  |
| Bizzarri 17’ Rozzoni 38’ | Marcatori |  |

#### Girone di ritorno
| Arbitro: | Rebuffo (Milano) |

|                    |           |                               |
| Mialich 55’ (aut.) | Marcatori | 16’ Cervellati 62’, 70’ Renna |

| Arbitro: | Gambarotta (Genova) |

|             |           |  |
| Bettini 30’ | Marcatori |  |

| Arbitro: | Gambarotta (Genova) |

|  |           |                            |
|  | Marcatori | 24’ Lindskog 83’ Angelillo |

| Arbitro: | Righi (Milano) |

|                           |           |                       |
| Fusato 11’ Conti 73’, 76’ | Marcatori | 26’ Prini 71’ Rozzoni |

| Arbitro: | Marchese (Frattamaggiore) |

|  |           |                   |
|  | Marcatori | 32’ (aut.) Janich |

| Arbitro: | Roversi (Bologna) |

|                       |           |  |
| Nicolè 3’ Charles 38’ | Marcatori |  |

| Arbitro: | Lo Bello (Siracusa) |

|                          |           |                 |
| Visentin 48’ Rozzoni 86’ | Marcatori | 80’ Del Vecchio |

| Bergamo 3 aprile 1960 25ª giornata | Atalanta         | 0 – 0 referto | Lazio | Stadio Comunale\| Arbitro: \| Bonetto (Torino) \| |
| Arbitro:                           | Bonetto (Torino) |               |       |                                                   |

| Arbitro: | Righi (Milano) |

|                          |           |              |
| Rozzoni 16’ Franzini 78’ | Marcatori | 63’ Vernazza |

| Arbitro: | Liverani (Torino) |

|                                                 |           |  |
| Ocwirk 7’ Vicini 28’ Cucchiaroni 32’ Toschi 56’ | Marcatori |  |

| Arbitro: | Rigato (Mestre) |

|                       |           |                         |
| Azzali 47’ Hamrin 55’ | Marcatori | 5’ Mattei 90’ Carradori |

| Arbitro: | Genel (Trieste) |

|                               |           |            |
| Rozzoni 19’, 51’ Visentin 24’ | Marcatori | 60’ Massei |

| Arbitro: | Liverani (Torino) |

|          |           |  |
| Bean 89’ | Marcatori |  |

| Arbitro: | Lo Bello (Siracusa) |

|            |           |          |
| Pozzan 40’ | Marcatori | 59’ Erba |

| Arbitro: | Rebuffo (Milano) |

|                             |           |                                                    |
| Piquè 43’ Molino 66’ (aut.) | Marcatori | 53’ Franzini 55’, 88’ Rozzoni 83’ (rig.) Carradori |

| Arbitro: | Angelini (Firenze) |

|                  |           |  |
| Rozzoni 26’, 78’ | Marcatori |  |

| Alessandria 5 giugno 1960 34ª giornata | Alessandria      | 0 – 0 referto | Lazio | Stadio Giuseppe Moccagatta\| Arbitro: \| Ferrari (Milano) \| |
| Arbitro:                               | Ferrari (Milano) |               |       |                                                              |

### Coppa Italia

#### Fase finale
| Arbitro: | Gambarotta (Genova) |

|                         |           |             |
| Rozzoni 41’ Pozzan 118’ | Marcatori | 50’ Lonardi |

| Arbitro: | Angelini (Firenze) |

|                             |           |                                                    |
| Janich 76’ (aut.) Renna 84’ | Marcatori | 38’ (rig.) Carradori 87’ (rig.) Pozzan 109’ Mattei |

| Arbitro: | Gambarotta (Genova) |

|                                                  |           |  |
| Cervato 44’ (rig.) Moroni 46’ (aut.) Charles 55’ | Marcatori |  |

| Arbitro: | Francescon (Genova) |

|                  |           |             |
| Rozzoni 18’, 25’ | Marcatori | 41’ Mazzero |

## Statistiche

### Statistiche di squadra
| Competizione                       | Punti | In casa | In casa | In casa | In casa | In casa | In casa | In trasferta | In trasferta | In trasferta | In trasferta | In trasferta | In trasferta | Totale | Totale | Totale | Totale | Totale | Totale | DR  |
| Competizione                       | Punti | G       | V       | N       | P       | Gf      | Gs      | G            | V            | N            | P            | Gf           | Gs           | G      | V      | N      | P      | Gf     | Gs     | DR  |
| ---------------------------------- | ----- | ------- | ------- | ------- | ------- | ------- | ------- | ------------ | ------------ | ------------ | ------------ | ------------ | ------------ | ------ | ------ | ------ | ------ | ------ | ------ | --- |
| Serie A                            | 30    | 17      | 8       | 3       | 6       | 21      | 22      | 17           | 1            | 9            | 7            | 11           | 23           | 34     | 9      | 12     | 13     | 32     | 45     | -13 |
| Coppa Italia                       |       | 2       | 2       | 0       | 0       | 4       | 2       | 2            | 1            | 0            | 1            | 3            | 5            | 4      | 3      | 0      | 1      | 7      | 7      | 0   |
| Coppa dell'Amicizia italo-francese |       | 1       | 1       | 0       | 0       | 3       | 1       | 1            | 1            | 0            | 0            | 4            | 2            | 2      | 2      | 0      | 0      | 7      | 3      | +4  |
| Campionato Cadetti                 | 21    | 9       | 6       | 2       | 1       | 19      | 5       | 9            | 1            | 5            | 3            | 10           | 13           | 18     | 7      | 7      | 4      | 29     | 18     | +11 |
| Totale                             |       | 29      | 17      | 5       | 7       | 47      | 30      | 29           | 4            | 14           | 11           | 28           | 43           | 58     | 21     | 19     | 18     | 75     | 73     | +2  |

### Statistiche dei giocatori
Nel conteggio delle reti realizzate si aggiungano due autoreti a favore in campionato e un'autorete e due gol assegnati a tavolino nel Campionato Cadetti.
| Giocatore     | Serie A  | Serie A | Coppa Italia | Coppa Italia | Coppa Amicizia Italo-Francese | Coppa Amicizia Italo-Francese | Campionato Cadetti | Campionato Cadetti | Totale   | Totale |
| Giocatore     | Presenze | Reti    | Presenze     | Reti         | Presenze                      | Reti                          | Presenze           | Reti               | Presenze | Reti   |
| ------------- | -------- | ------- | ------------ | ------------ | ----------------------------- | ----------------------------- | ------------------ | ------------------ | -------- | ------ |
| Atturi        | -        | -       | -            | -            | -                             | -                             | 3                  | 0                  | 3        | 0      |
| M. Bellagamba | -        | -       | -            | -            | 1                             | -2                            | 7                  | -2                 | 8        | -4     |
| C. Bizzarri   | 19       | 4       | 2            | 0            | 2                             | 1                             | 3                  | 1                  | 26       | 6      |
| G. Bui        | -        | -       | -            | -            | -                             | -                             | 4                  | 4                  | 4        | 4      |
| P. Carosi     | 9        | 0       | 1            | 0            | 2                             | 0                             | 14                 | 0                  | 26       | 0      |
| F. Carradori  | 27       | 2       | 2            | 1            | 1                             | 1                             | 4                  | 1                  | 34       | 5      |
| I. Cei        | 25       | -32     | 1            | -1           | -                             | -                             | 3                  | -4                 | 29       | -37    |
| G. Del Gratta | 11       | 0       | 3            | 0            | 2                             | 0                             | 13                 | 0                  | 29       | 0      |
| A. Eufemi     | 10       | 0       | 1            | 0            | 1                             | 0                             | 12                 | 0                  | 24       | 0      |
| P. Ferrario   | -        | -       | 1            | 0            | -                             | -                             | -                  | -                  | 1        | 0      |
| B. Franzini   | 33       | 2       | 1            | 0            | -                             | -                             | 2                  | 0                  | 36       | 2      |
| E. Fumagalli  | 15       | 0       | 4            | 0            | 1                             | 0                             | 14                 | 3                  | 34       | 3      |
| L. Giglietti  | -        | -       | -            | -            | -                             | -                             | 4                  | -7                 | 4        | -7     |
| F. Janich     | 33       | 0       | 4            | 0            | 2                             | 0                             | 1                  | 0                  | 40       | 0      |
| S. Joan       | 1        | 0       | 1            | 0            | 1                             | 0                             | 14                 | 3                  | 17       | 3      |
| N. Lo Buono   | 23       | 0       | 3            | 0            | 2                             | 0                             | 3                  | 1                  | 31       | 1      |
| R. Lovati     | 9        | -13     | 3            | -6           | 1                             | -1                            | 5                  | -1                 | 18       | -21    |
| P. Macrino    | -        | -       | -            | -            | -                             | -                             | 1                  | 0                  | 1        | 0      |
| A. Mariani    | 20       | 0       | -            | -            | -                             | -                             | 2                  | 0                  | 22       | 0      |
| C. Mattei     | 8        | 1       | 3            | 1            | 2                             | 2                             | 8                  | 2                  | 21       | 6      |
| G. Mezzetti   | -        | -       | -            | -            | -                             | -                             | 10                 | 0                  | 10       | 0      |
| G. Molino     | 26       | 0       | 1            | 0            | 1                             | 0                             | 10                 | 0                  | 38       | 0      |
| V. Montoci    | -        | -       | -            | -            | -                             | -                             | -                  | -                  | -        | -      |
| R. Moroni     | -        | -       | 1            | 0            | -                             | -                             | 16                 | 1                  | 17       | 1      |
| P. Pagni      | -        | -       | 1            | 0            | 1                             | 0                             | 14                 | 0                  | 16       | 0      |
| R. Pezzatini  | -        | -       | -            | -            | -                             | -                             | 1                  | 0                  | 1        | 0      |
| F. Pezzullo   | -        | -       | -            | -            | 1                             | -0                            | 6                  | -4                 | 7        | -4     |
| B. Pinna      | -        | -       | -            | -            | -                             | -                             | 1                  | 0                  | 1        | 0      |
| U. Pozzan     | 16       | 1       | 4            | 2            | 1                             | 0                             | 6                  | 0                  | 27       | 3      |
| M. Prini      | 27       | 2       | 1            | 0            | -                             | -                             | -                  | -                  | 28       | 2      |
| E. Recagni    | 2        | 0       | -            | -            | -                             | -                             | 12                 | 4                  | 14       | 4      |
| F. Riccioni   | -        | -       | -            | -            | -                             | -                             | 9                  | 0                  | 9        | 0      |
| O. Rozzoni    | 25       | 13      | 2            | 3            | -                             | -                             | 3                  | 3                  | 30       | 19     |
| H. Tozzi      | 15       | 2       | 1            | 0            | -                             | -                             | 2                  | 1                  | 18       | 3      |
| M. Vignoli    | 4        | 0       | -            | -            | -                             | -                             | 8                  | 0                  | 12       | 0      |
| O. Visentin   | 16       | 3       | 3            | 0            | 2                             | 3                             | 7                  | 2                  | 28       | 8      |

## Riserve
La squadra riserve della Lazio ha disputato nella stagione 1959-1960 il Campionato Cadetti.

### Rosa
| N. |                   | Ruolo | Calciatore         |
| -- | ----------------- | ----- | ------------------ |
|    | Italia (bandiera) | P     | Massimo Bellagamba |
|    | Italia (bandiera) | P     | Idilio Cei         |
|    | Italia (bandiera) | P     | Luciano Giglietti  |
|    | Italia (bandiera) | P     | Roberto Lovati     |
|    | Italia (bandiera) | P     | Franco Pezzullo    |
|    | Italia (bandiera) | D     | Giacomo Del Gratta |
|    | Italia (bandiera) | D     | Adelmo Eufemi      |
|    | Italia (bandiera) | D     | Francesco Janich   |
|    | Italia (bandiera) | D     | Nicola Lo Buono    |
|    | Italia (bandiera) | D     | Piero Macrino      |
|    | Italia (bandiera) | D     | Giovanni Molino    |
|    | Italia (bandiera) | D     | Vinicio Montoci    |
|    | Italia (bandiera) | D     | Filiberto Riccioni |
|    | Italia (bandiera) | C     | Atturi             |
|    | Italia (bandiera) | C     | Paolo Carosi       |
|    | Italia (bandiera) | C     | Franco Carradori   |
|    | Italia (bandiera) | C     | Bruno Franzini     |

| N. |                   | Ruolo | Calciatore        |
| -- | ----------------- | ----- | ----------------- |
|    | Italia (bandiera) | C     | Egidio Fumagalli  |
|    | Italia (bandiera) | C     | Sandro Joan       |
|    | Italia (bandiera) | C     | Roberto Moroni    |
|    | Italia (bandiera) | C     | Pierluigi Pagni   |
|    | Italia (bandiera) | C     | Bruno Pinna       |
|    | Italia (bandiera) | C     | Ugo Pozzan        |
|    | Italia (bandiera) | C     | Mario Vignoli     |
|    | Italia (bandiera) | A     | Claudio Bizzarri  |
|    | Italia (bandiera) | A     | Gianni Bui        |
|    | Italia (bandiera) | A     | Amos Mariani      |
|    | Italia (bandiera) | A     | Clemente Mattei   |
|    | Italia (bandiera) | A     | Giovanni Mezzetti |
|    | Italia (bandiera) | A     | Romolo Pezzatini  |
|    | Italia (bandiera) | A     | Ettore Recagni    |
|    | Italia (bandiera) | A     | Orlando Rozzoni   |
|    | Italia (bandiera) | A     | Humberto Tozzi    |
|    | Italia (bandiera) | A     | Oliviero Visentin |